# Mouvman Gwadloupéyen
Le Mouvman Gwadloupéyen (MG) est un parti politique guadeloupéen, fondé en 1997 par d'anciens militants de l'UPLG et d'autres patriotes guadeloupéens. Il s'inscrit dès sa création dans une démarche de dépassement des clivages entre nationaliste avec 3 axes de mobilisation: la citoyenneté, la responsabilité et la souveraineté.

## Résultats électoraux
En mars 2001, Ary Broussillon remporte la mairie de Petit-Bourg en  "déchouquant", (déracinant) le sénateur-maire sortant Dominique Larifla maire depuis 24 ans. Il est cependant battu en 2008 par Guy Losbar soutenu par D. Larifla.
Lors des régionales de 2004, la  liste Alternative citoyenne regroupant le Parti communiste guadeloupéen (PCG), l'Union populaire pour la libération de la Guadeloupe (UPLG), le Mouvman Gwadloupéyen, Guadeloupe Respect (GR) et le Mouvement pour la Démocratie et le Développement de Petit-Bourg (MDDP), Ary Broussillon recueille 3,94% des suffrages et 5 874 voix.